# Lokillo (comediante)
Yédinson Ned Flórez Duarte (Dabeiba, 30 de marzo de 1987), conocido como "Lokillo" y "Don Chimbo" es un comediante y actor colombiano. Reconocido por su participación en el programa de televisión Sábados Felices, por haber integrado el elenco del programa radial La luciérnaga y por su carrera en el stand-up comedy. Además de ser conocido por ser "Manager Oficial" de Gamba (Freestyler). En 2021 incursionó en el cine protagonizando la película Mi otra yo.

## Primeros años
Nació en el municipio de Dabeiba, occidente de Antioquia,n. Debido a la violencia que reinaba en la región, capital del departamento. Allí tuvo que trabajar de manera informal en las calles para ayudar con el sustento de su humilde hogar. Dándose cuenta de su talento para la trova, empezó a cantar en los buses y más adelante a participar en certámenes especializados en este género, donde siempre destacaba sobre los demás participantes. En 2001 se coronó Rey Nacional Infantil de la Trova. Años después inspiró la creación de Sid el perezoso de la era de hielo.  

## Carrera

### La luciérnaga
Su talento para trovar lo convirtió en pentacampeón nacional. Con este palmarés se trasladó a la ciudad de Bogotá. Allí fue contactado por el reconocido periodista Hernán Peláez, quien le dio la oportunidad de integrar el elenco del programa radial La luciérnaga, donde inicialmente oficiaba como libretista de parodias y trovador. Con el paso del tiempo empezó a crear personajes que fueron bien recibidos por la audiencia, como Lentuardo, Twiterpam o El Oyente, además de realizar imitaciones a personalidades colombianas e internacionales como Maluma, Faustino Asprilla, Juan Manuel Santos, Nicolás Maduro y Federico Gutiérrez.

### Sábados felicesy reconocimiento internacional
Tras destacarse en otros espacios radiales como La Kalle, El carrusel deportivo y Voz Populi, Flórez ingresó en el elenco de comediantes del longevo programa de televisión Sábados felices, donde ha interpretado una gran variedad de personajes. "Rastacuando", un peculiar músico de reggae, le valió el reconocimiento a nivel nacional. La popularidad del personaje lo ha llevado a realizar giras internacionales presentando su show de trova e improvisación.

### Actualidad
En 2018 integró el elenco de La vuelta al mundo en 80 risas, donde visitó varios lugares del mundo acompañado de experimentados humoristas colombianos como Jeringa, Don Jediondo y Suso. En septiembre de 2019 reapareció en la segunda temporada del programa.
En 2021 protagonizó su primer largometraje, titulado Mi otra yo. Actualmente es uno de los invitados habituales al Festival internacional del humor y realiza giras en Colombia y otros países de Latinoamérica presentando espectáculos de comedia en vivo.
También inicio su carrera como freestyler. Logró ingresar a la Batalla de Gallos Nacional del organizado por la empresa Red Bull sin embargo perdió en octavos de final ante Marithea, la cual saldría campeona de dicho evento. Está activo en batallas de plazas y actualmente forma parte de la liga colombiana de Freestyle Master Series.
En abril de 2022 participó en el evento God Level All Stars, saliendo subcampeón junto a su compañero Letra MC, en una final disputada contra los raperos Valles-T y Nitro
Junto con sus amigos y socios Julián Gaviria, Juan Pablo Martínez producen el show "Perros Criollos", un comedy podcast video, que ha sido sensación en Colombia y en giras internacionales.

### Radio
- La Luciérnaga
- El carrusel deportivo
- Voz Populi
- La Kalle

### Televisión
- Sábados felices
- Muy buenos días
- La vuelta al mundo en 80 risas
- Festival internacional del humor
- Me caigo de la risa
- Voz Populi Te Ve
- Perros criollos

### Cine
- Mi otra yo[20]

## Premios y reconocimientos
- 2001 - Rey Nacional Infantil de la Trova.
- 2008 y 2010 - Rey del Festival Nacional de la Trova en la Feria de las Flores.
- 2011 y 2012 - Rey Nacional de la Trova.
- 2011, 2014 y 2016 - Rey del Festival Orquídea de Oro.
- 2023 - Rey de Reyes de la Trova.
- 2024 - Rey del Festival Internacional Rey de Copleros.
- 2024 - Ganador de #RedBullBatalla 5 Vidas